# أيشي ساتو
أيشي ساتو هو سياسي ياباني، ولد في 5 أكتوبر 1961 في أوتسونوميا في اليابان. انتخب mayor of Utsunomiya ‏ (29 نوفمبر 2004 – ).